# 恋するマンスリー・デイ
「恋するマンスリー・デイ」（こいするマンスリー・デイ）は、サザンオールスターズの楽曲。自身の7作目のシングルとして、Invitationから7インチレコードで1980年3月21日に発売された。
1988年6月25日と1998年2月11日に8cmCDとして、2005年6月25日には12cmCDで再発売されている。2014年12月17日からはダウンロード配信、2019年12月20日からはストリーミング配信が開始されている。

## 背景・制作
5か月連続でシングルリリースする「FIVE ROCK SHOW」の第2弾。本作はアルバム『タイニイ・バブルス』との同時発売で、本曲はアルバムにも収録されている。

## 収録曲
- 収録時間：7:31

1. 恋するマンスリー・デイ (4:10)
（作詞・作曲：桑田佳祐　編曲：サザンオールスターズ）
女性の生理の際の憂鬱な気分を唄っており、レゲエ調を取り入れている[4]。
2. 青い空の心 (No me? More no!) (3:20)
（作詞・作曲：桑田佳祐　編曲：サザンオールスターズ）
アサヒ飲料「三ツ矢サイダー」CMソング。
タイアップと連動して歌詞にも「サイダー」という言葉が登場する。
ちなみに「アブダ・カ・ダブラ (TYPE 1)」では、ラストに本楽曲が飛行音と共に微かに流れる。

## 参加ミュージシャン
- 桑田佳祐:Vocal(#1,2)
- 大森隆志:Guitar, Chorus(#1,2)
- 原由子:Keyboards, Chorus(#1,2)
- 関口和之:Bass, Chorus(#1,2)
- 松田弘:Drums, Chorus(#1,2)
- 野沢秀行:Percussion, Chorus(#1,2)

## 収録アルバム
| 曲名                         | 作品名                                    | 備考                                             |
| ---------------------------- | ----------------------------------------- | ------------------------------------------------ |
| 恋するマンスリー・デイ       | タイニイ・バブルス                        |                                                  |
| 恋するマンスリー・デイ       | Kick Off!                                 | カセットテープのみの販売のため、現在は廃盤作品。 |
| 恋するマンスリー・デイ       | アーリー・サザンオールスターズ            | カセットテープのみの販売のため、現在は廃盤作品。 |
| 恋するマンスリー・デイ       | SOUTHERN ALL STARS BEST ONE '82           | カセットテープのみの販売のため、現在は廃盤作品。 |
| 恋するマンスリー・デイ       | すいか SOUTHERN ALL STARS SPECIAL 61SONGS | 数量限定販売のため、現在は廃盤作品。             |
| 青い空の心 (No me? More no!) | Kick Off!                                 | カセットテープのみの販売のため、現在は廃盤作品。 |
| 青い空の心 (No me? More no!) | アーリー・サザンオールスターズ            | カセットテープのみの販売のため、現在は廃盤作品。 |
| 青い空の心 (No me? More no!) | すいか SOUTHERN ALL STARS SPECIAL 61SONGS | 数量限定販売のため、現在は廃盤作品。             |

## ミュージック・ビデオ収録作品
| 曲名                         | 作品名 |
| ---------------------------- | ------ |
| 恋するマンスリー・デイ       | 未収録 |
| 青い空の心 (No me? More no!) | 未収録 |

## ライブ映像作品
| 曲名                         | 作品名 |
| ---------------------------- | ------ |
| 恋するマンスリー・デイ       | 未収録 |
| 青い空の心 (No me! More no!) | 未収録 |